# Бежична приступна тачка
Бежична приступна тачка (енгл. wireless access point - WAP) је мрежни уређај који спаја WiFi бежичне уређаје са жичаним мрежама (преко Етернет прикључка) користећи стандарде попут WiFi или Блутут. Углавном се повезује са рутером. Управља доделом радио канала и посредује у преносу података између повезаних клијената.
Бежична приступна тачка се најчешће реализује малим, томе посвећеним уређајем (слика), али са коришћењем одређеног софтвера ту функцију може вршити било какав рачунар са уграђеним бежичним WiFi уређајем. Неки од малих уређаја користе оперативни систем Линукс.

## Стандарди
Бежична приступна тачка користи IEEE 802.11 стандард. Уређаји су означени називима стандарда који одређују брзину преноса, фреквенцију и домет.
| Стандард     | Фреквенција   | Максимална брзина   | Домет (унутра) | Домет (споља) |
| ------------ | ------------- | ------------------- | -------------- | ------------- |
| IEEE 802.11a | 5 GHz         | 54 Mbit/s           | ~35 m          | ~120 m        |
| IEEE 802.11b | 2,4 GHz       | 11 Mbit/s           | ~38 m          | ~140 m        |
| IEEE 802.11g | 2,4 GHz       | 54 Mbit/s           | ~38 m          | ~140 m        |
| IEEE 802.11n | 2,4 или 5 GHz | 270 Mbit/s (дуално) | ~70 m          | ~250 m        |
| IEEE 802.11y | 3,7 GHz       | 54 Mbit/s           | ~50 m          | ~5000 m       |

## Улога приступних тачака
Бежичне приступне тачке делују у неколико различитих улога, намењених не само структуром мреже, већ и могућностима ових уређаја. Иако се њихове могућности могу лако проширити додајући одређени софтвер, већина произвођача их не допушта. Али хардверски идентични уређаји се ценовно могу разликовати и неколико пута захваљујући једноставним софтверским додацима.
1. бриџ – бежична мрежа је део ЛАН
  - бриџ раздваја мрежни проток, али пропушта локалне броудкасте
  - конфигурација није обавезна
2. рутер – бежична мрежа је самостални субнет
  - рутер раздваја мрежни проток а не пропушта локалне броудкастy
  - захтева конфигурацију ИП адресе

Ако је у бежичном уређају бежични део уграђен два пута, означава се као point-to-multipoint зато што може нпр. у исто време примати бежични сигнал и слати другим клијентима у близини. Тако су конструисане бежичне приступне тачке Интернет сервис провајдера.
Специфичног типа су WDS мреже (енгл. Wireless Distribution System), где све приступне тачке емитују на истом каналу, међусобно комуницирају и тако се појављују клијентима као једна мрежа.

## Повезивање на бежичну приступну тачку
Клијенти се повезују на приступну тачку, при томе против њих могу бити примењена ограничења и приступ одбијен. Комуникације клијената тече преко приступне тачке тј. са минимално два скока (први на приступну тачку па на одговарајућу пријемник). Клијент тако одржава везу само са приступном тачком и нема потребе да је циљна станица у његовом радио домету. Приступна тачка може сачувати долазеће податке у случају да је клијент неактиван до његовог поновног укључивања, што може довести до штедње живота батерија.

## Недостаци технологије
- Квалитет везе значајно опада при губљењу директне видљивости клијента и приступне тачке.
- Ограничен број непреклапајућих се канала може довести до мешања комуникације код суседних приступних тачака.
- Повећањем броја клијената опада брзина протока података.